# Horst Hanske
Horst Hanske (* 15. Mai 1935 in Ratibor; † 13. Januar 2016) war ein deutscher Fotojournalist und Radrennfahrer.

## Leben
Hanske kam nach der Flucht seiner Familie aus Schlesien 1945 nach Regensburg. Nach der Grundschulzeit absolvierte er eine Lehre als Chemigraf bei der „Mittelbayerischen Zeitung“, besuchte die Meisterschule München und spezialisierte sich auf dem Fachgebiet Fotografie.
Daneben betätigte sich Hanske als Amateur-Radrennfahrer. 1957 gewann er die Straßenmeisterschaft der Oberpfalz und das Eintagesrennen „Rund um Kelheim“. Im selben Jahr nahm Hanske als Mitglied des Landesverbands Bayern an dem Etappenrennen DDR-Rundfahrt teil und wurde 14. Im Jahr darauf startete er bei dem Dreiländer-Etappenrennen Internationale Friedensfahrt, bei dem er als zweitbester Fahrer des bundesdeutschen Teams den 42. Platz belegte. 1959 beteiligte sich Hanske ein weiteres Mal an der DDR-Rundfahrt und kam, diesmal für den Bund Deutscher Radfahrer startend, auf den 25. Platz. Außerdem fuhr er in diesem Jahr bei der Tunesien-Rundfahrt mit, auf der er einen Etappensieg erringen konnte.
Von 1968 bis 1999 arbeitete Hanske als Redakteur und Fotojournalist bei der Regensburger Zeitung „Die Woche“. Anschließend wurde er als freier Journalist tätig. 1965 und 1969 wurde er mit dem Preis für Sport- und Städtefotografie ausgezeichnet. 1975 erhielt er als Fotograf den Kulturförderpreis der Stadt Regensburg, ab den 1980er Jahren veröffentlichte er mehrere Bücher mit seinem fotografischen Werk, seinen Texten und Reportagen sowie seinen Zeichnungen. Im In- und Ausland veranstaltete er zahlreiche Ausstellungen seiner fotografischen und zeichnerischen Arbeiten.

## Werke
- Photoreportagen, Museum Ostdeutsche Galerie, Regensburg 1987, ISBN 3-921114-92-6
- Über den Tag hinaus… Regensburger Zeitungsgeschichten aus der "WOCHE", Mittelbayerische Druckerei- und Verlags-Gesellschaft mbH, Regensburg 1989, ISBN 3-921114-84-5
- Menschen. Zeichnungen von Horst Hanske, Museen der Stadt Regensburg und Mittelbayerische Druckerei- und Verlags-Gesellschaft mbH, Regensburg 1991, ISBN 3-927529-40-0
- Walhalla. Ruhmestempel an der Donau, Horst Hanske und Jörg Traeger, Bernhard Bosse Verlag Regensburg/Buchverlag der Mittelbayerischen Zeitung, Regensburg 1992, ISBN 3-927529-05-2
- Mein schönes Regensburg, MZ Buchverlag, Regensburg 1995, ISBN 978-3927529687
- Böhmische Bilder / Obrazky z Čech, Horst Hanske und Wilkin Spitta, Fr.Ant.Niedermayr, Regensburg 2001, ISBN 3-9807545-2-9
- Süsse Kristalle aus Regensburg. Industriefotografie, Museen der Stadt Regensburg, Städtische Galerie "Leerer Beutel", Regensburg 2004
- Typisch Regensburg. Lauter echte Leit und richtige G'schichten, MZ Buchverlag, Regensburg 2005, ISBN 978-3934863286